# الزاوية (الصويرة)
الزاوية (بالأمازيغية: زّاویت) هي جماعة قروية مغربية تابعة لإقليم الصويرة ضمن جهة مراكش آسفي. بلغ عدد سكانها سنة 2004 حوالي 6,557 نسمة يعيشون في 1,081 أسرة.